# British-Airways-Flug 149
Der British-Airways-Flug 149 war ein Flug vom Flughafen London Heathrow zum Subang International Airport in Kuala Lumpur, Malaysia, über die internationalen Flughäfen der Städte Kuwait und Madras. Der Flug wurde von British Airways (BA) am 2. August 1990 mit einer Boeing 747-136 durchgeführt.
Nach der Ankunft des Flugzeugs auf dem Flughafen Kuwait wurde der Flug aufgrund der Kriegsereignisse nicht mehr weitergeführt. Vor der Landung hatte der Nachbarstaat Irak in den frühen Morgenstunden eine groß angelegte Invasion Kuwaits gestartet. Innerhalb weniger Stunden waren Teile der irakischen Armee schnell bis nach Kuwait-Stadt vorgerückt und hatten die Kontrolle über den Flughafen übernommen.
Das Flugzeug, seine Passagiere und Besatzung wurden von den irakischen Besatzungstruppen festgesetzt. Die meisten Passagiere und die Besatzung wurden zunächst zusammen mit anderen Ausländern unter bewaffneter Bewachung in mehreren nahegelegenen Hotels festgehalten.
Das Flugzeug wurde 1991 im Chaos der Endphase des Konflikts bei einem Flugzeugangriff entweder durch das US-Militär oder die irakischen Bodentruppen zerstört.

## Flugzeug und Besatzung
Der Flug 149 wurde von einer Boeing 747-136 mit der Herstellerseriennummer 19764 und dem Luftfahrzeugkennzeichen G-AWND durchgeführt. Das Flugzeug wurde 1971 an die Vorgängerin von British Airways, British Overseas Airways Corporation (BOAC), ausgeliefert, die im Jahr 1974 in British Airways umbenannt wurde. Im Jahr 1990 erhielt es den Namen Coniston Water. Zum Zeitpunkt des Vorfalls war die G-AWND eines der ältesten Flugzeuge in der Flotte von British Airways und sollte durch eine 747 der neueren Generation ersetzt werden.
Der verantwortliche Pilot der Strecke Heathrow-Kuwait war Kapitän Richard Brunyate, während die Kabinenbesatzung von
Purser Clive Earthy beaufsichtigt wurde.

## Hintergrund

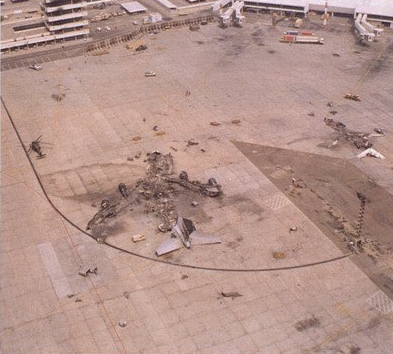
Überreste des Flugzeugs

Am 1. August 1990 um 18:05 GMT startete der British-Airways-Flug 149 (BA 149) mit 367 Passagieren an Bord vom Flughafen London-Heathrow. Das Endziel war Kuala Lumpur mit planmäßigen Zwischenlandungen in Kuwait-Stadt und Madras. Der Flug hatte in Heathrow mehrere Stunden Verspätung. Laut dem Kapitän des ersten Flugabschnitts, Richard Brunyate, war die Ursache ein Defekt im Hilfstriebwerk des Flugzeugs. Einige Passagiere behaupten gehört zu haben, dass Besatzungsmitglieder darüber stritten, ob sie den Flug fortsetzen sollten oder nicht.
Die Zwischenlandung in Kuwait-Stadt wurde trotz Medienberichten über die sich verschlechternde politische Lage in der Region weder abgesagt noch geändert. Kuwaits größerer Nachbar Irak hatte Forderungen nach der Übergabe von Gebieten unter seine Kontrolle gestellt und seit Wochen einen militärischen Aufmarsch an der Grenze zwischen den beiden Ländern durchgeführt. Während der Verzögerung in Heathrow forderte die Flugbesatzung aktuelle Berichte über die Situation in Kuwait an und erhielt die Auskunft, dass trotz der Nachrichten über wachsende Spannungen nichts Ungewöhnliches vor sich ginge. Kurz nach dem Abheben des Fluges fragte die Besatzung über Funk einen weiteren Bericht an. Kapitän Brunyate sagte später aus, er habe sich entschieden, den Zwischenstopp in Kuwait durchzuführen, nachdem er während des Endanflugs erneut mit der kuwaitischen Flugsicherung gesprochen hatte und ihm mitgeteilt worden war, dass eine Landung auf dem Flughafen problemlos möglich sei. Am 2. August 1990, am Tag des betroffenen Fluges BA 149, begann der Irak jedoch eine militärische Invasion in Kuwait.

## Verlauf
Am 2. August 1990 um 01:13 GMT landete BA 149 auf dem internationalen Flughafen von Kuwait und die Passagiere verließen das Flugzeug, um eine Stunde zu warten. Der Flughafen war menschenleer und es war kaum oder gar kein Personal am Boden. Zum Zeitpunkt der Landung waren alle anderen Linienflüge anderer Fluggesellschaften bereits seit mehreren Stunden abgesagt oder umgeleitet worden. Dreißig Passagiere hatten den Flug gebucht, um ihre Reise in Kuwait zu beenden, und verließen das Flugzeug mit der alten Besatzung, die sich auf den Weg zu ihrem Hotel machte. Einigen Passagierberichten zufolge gingen diejenigen, die in Kuwait ausstiegen, zur Einwanderungsbehörde, stellten jedoch fest, dass ihr Gepäck nicht ausgeladen wurde. Es gab Berichte, dass britisches Militärpersonal vor der Landung von BA 149 die Kontrolle über den Kontrollturm des Flughafens von Kuwait übernommen hatte. Zwischen 01:45 und 02:05 GMT bestiegen die Besatzung des Anschlussfluges und die übrigen Passagiere die Boeing 747 in Vorbereitung des nächsten Abschnitts nach Madras. Während der Startvorbereitungen wurde die Flugbesatzung darüber informiert, dass der Flughafen für zwei Stunden geschlossen sein würde. Um 02:20 GMT bombardierten Berichten zufolge irakische Jagdbomber die Landebahn des Flughafens, wodurch diese nicht mehr genutzt werden konnte, und zerstörten den Kontrollturm des Flughafens. Der Kommandant ordnete eine Evakuierung des Flugzeugs an und die Passagiere wurden zunächst in das Terminalgebäude gebracht. Um 03:00 GMT gab der kuwaitische Rundfunk landesweit bekannt, dass irakische Truppen die Grenze überschritten hätten.
Um 04:30 GMT wurden sowohl die Besatzung als auch die Passagiere, die an Bord von Flug 149 gewesen waren, von der irakischen Armee aus dem Terminal eskortiert und mit Bussen zum Flughafenhotel gebracht. Am 3. August 1990 wurde berichtet, dass alle 367 Passagiere und 18 Besatzungsmitglieder von Flug 149 wohlauf seien.
Während ihrer Haft gaben mehrere Passagiere an, sie seien Zeugen zahlreicher Gräueltaten der irakischen Streitkräfte geworden und selbst Opfer von Misshandlungen geworden. Während Frauen und Kindern Ende August die Möglichkeit geboten wurde, nach Hause zurückzukehren, wurden die übrigen Gefangenen an verschiedene Orte im Irak und in Kuwait verteilt und von den Irakern als menschliche Schutzschilde eingesetzt, um Angriffsoperationen der gegnerischen Koalitionstruppen während des Golfkriegs abzuwehren. Während eines berüchtigten Vorfalls zeigte eine irakische Fernsehsendung den irakischen Präsidenten Saddam Hussein neben einer Reihe der Gefangenen als Teil der Kriegspropaganda. Um ihre Freilassung zu erreichen, reiste der ehemalige britische Premierminister Edward Heath persönlich nach Bagdad, um Verhandlungen zu führen, zu denen auch direkte Gespräche zwischen Heath und Saddam Hussein gehörten.
Ein Passagier aus der Passagierliste (ein kuwaitischer Staatsbürger, der seinen Flug beendet und das Flugzeug vor der Kaperung von BA 149 verlassen hatte) wurde als von irakischen Truppen getötet aufgeführt, während alle übrigen Passagiere nach dem Ende des Konflikts aus ihrer Gefangenschaft entlassen wurden. Viele der überlebenden Passagiere entwickelten nach ihrer Entlassung aus der Gefangenschaft eine posttraumatische Belastungsstörung.

## Verbleib des Flugzeugs
Die leere Boeing 747, die während des gesamten Krieges auf dem Kuwait International Airport verblieb, wurde in der Endphase des Konflikts bei einem Flugzeugangriff am Boden zerstört. Die Zerstörung könnte eine vorsätzliche Handlung des US-Militärs gewesen sein, um den Einsatz der Maschine durch das irakische Militär zu verhindern. Alternativ könnte die Maschine auch von irakischen Bodentruppen bei ihrem Rückzug aus Kuwait zerstört worden sein. Aufgrund der Zerstörung konnte British Airways die Versicherungssumme der Fluggesellschaft in Anspruch nehmen. Zwei Fahrwerke der Maschine wurden geborgen und im Waterside-Gebäude, dem Hauptsitz von British Airways in Harmondsworth, ausgestellt.

## Nachspiel
Der Flug BA 149 ist weiterhin Gegenstand von Kontroversen und Debatten darüber, ob die Situation hätte verhindert werden können, sowie von Anschuldigungen und Verschwörungstheorien, dass der Flug als trojanisches Pferd verwendet wurde, um verdecktes britisches Militär- und Geheimdienstpersonal nach Kuwait zu schmuggeln. Seitdem wurden mehrere Untersuchungen zu dem Vorfall eingeleitet, die dazu führten, dass die damalige britische Premierministerin Margaret Thatcher jegliche Versuche der Regierung offiziell dementierte, das Vorgehen von British Airways in Bezug auf Flug 149 beeinflusst zu haben. Am 23. November 2021 bestätigte Außenministerin Liz Truss, dass die damalige Regierung British Airways und die Öffentlichkeit über eine vorherige Warnung in die Irre geführt habe, die nicht an die Fluggesellschaft weitergegeben wurde.
Am 1. Juli 2024 wurde bekannt gegeben, dass Passagiere und Besatzungsmitglieder des Fluges die Regierung und British Airways verklagen werden, mit der Begründung, dass die erhaltenen Warnungen nicht beachtet worden seien.